# Pucarani
Pucarani est une localité du département de La Paz en Bolivie et le chef-lieu de la province de Los Andes. Sa population s'élevait à 918 habitants en 2001.